# The Big Chill
The Big Chill (Brasil: O Reencontro ) , em Portugal recebeu o título  "Os amigos de Alex"  é um filme estadunidense de 1983, do gênero drama, dirigido por Lawrence Kasdan.

## Sinopse
O filme mostra o reencontro de sete colegas da Universidade de Michigan, após dez anos da formatura, devido ao suicídio de um amigo em comum. A partir dessa reunião, eles iniciam um complexo balanço de suas vidas e muitos segredos e mentiras serão revelados.

## Elenco
- Tom Berenger .... Sam Weber
- Glenn Close .... Sarah Cooper
- Jeff Goldblum .... Michael
- William Hurt .... Nick
- Kevin Kline .... Harold Cooper
- Mary Kay Place .... Meg
- Meg Tilly .... Chloe
- JoBeth Williams .... Karen Bowens
- James Gillis .... padre
- Ken Place .... Peter
- Kevin Costner .... Alex

## Principais prêmios e indicações
Óscar 1984 (EUA)
- Recebeu três indicações, nas categorias de Melhor Filme, Melhor Atriz Coadjuvante (Glenn Close) e Melhor Roteiro Original.

Globo de Ouro 1984 (EUA)
- Indicado nas categorias de Melhor Filme Comédia / Musical e Melhor Roteiro.

BAFTA 1985 (Reino Unido)
- Indicado na categoria de Melhor Roteiro Original.

Festival de Cinema Internacional de Toronto 1983 (Canadá)
- Ganhou o Prêmio do Público (People's Choice).